# Корявин, Александр Владимирович
Корявин Александр Владимирович (25 июня 1965 — 23 мая 1985) — Герой Советского Союза, ефрейтор.

## Биография
Родился 26 июня 1965 года в деревне Лешково, Загорского (ныне Сергиево-Посадского района) Московской области в семье рабочего. Русский. Член ВЛКСМ с 1982 года. В 1983 году окончил среднюю школу, учился на 1-м курсе филиала Всесоюзного Московского заочного машиностроительного института. Работал слесарем-инструментальщиком электромеханического завода в городе Загорске (ныне Сергиев Посад) Московской области.

### Служба в армии
В Советской Армии с ноября 1983 года. Службу проходил в Воздушно-десантных войсках.
Был направлен в состав ограниченного контингента советских войск в Афганистане, где служил наводчиком-оператором БМД разведроты 357-го парашютно-десантного полка 103-й воздушно-десантной дивизии в составе 40-й армии Краснознамённого Туркестанского военного округа (ограниченный контингент советских войск в Демократической Республике Афганистан).
24 мая 1985 года, в ходе боя с противником, ефрейтор Александр Корявин, будучи ранен, ценой собственной жизни спас жизнь командира взвода, заслонив его от автоматной очереди противника. Похоронен на кладбище села Воздвиженское Сергиево-Посадского района.

## Присвоение звания Героя Советского Союза
Указом Президиума Верховного Совета от 25 октября 1985 года за мужество и отвагу, проявленные при оказании интернациональной помощи Демократической Республике Афганистан, ефрейтору Корявину Александру Владимировичу посмертно присвоено звание Героя Советского Союза.
Награждён орденом Ленина, медалью «За отвагу».

## Память
Герой Советского Союза А. В. Корявин навечно зачислен в списки воинской части. Был зачислен в коллектив комсомольско-молодёжной бригады инструментального цеха завода, на котором работал.
Имя Александра Корявина носит школа, в которой он учился. Сейчас это Муниципальное общеобразовательное учреждение «Лицей № 24 имени Героя Советского Союза А. В. Корявина»
По воспоминаниям ветеранов-десантников, Андрей Ивонин — командир взвода, которого закрыл своим телом Александр Корявин, в своей дальнейшей офицерской службе, бережно хранил о нём память, и в бытность начальником штаба батальона 317-го гвардейского парашютно-десантного полка 103-й гвардейской воздушно-десантной дивизии (конец 1980-х гг.) у него на рабочем столе всегда стояла в рамочке фотография Александра.